# Kavgolovo (vintersportort)
Kavgolovo (finska: Kaukola, ryska: Кавголово) är en vintersportort i Vsevolojskidistriktet i Leningrad oblast i Ryssland.
Här har bland annat världscupdeltävlingar i längdskidåkning avgjorts.

### Fotnoter
1. ↑  ”Kalender - Längdåkning”. Eurosport. Arkiverad från originalet den 22 februari 2014. https://web.archive.org/web/20140222201411/http://www.eurosport.se/langdakning/calendar-result_dsc737_gnd2.shtml. Läst 9 februari 2014.